# Pierre Cosme
Pour les articles homonymes, voir Cosme.
Pierre Cosme (né en 1965) est un universitaire et historien français dont la spécialité est la Rome antique.

## Biographie
Pierre Cosme est un élève de la promotion 1985 de l'École normale supérieure de Fontenay-Saint-Cloud (lettres et sciences humaines), agrégé d’Histoire et membre de l’École française de Rome de 1993 à 1996. Sa thèse porte sur les usages de l’écrit dans l’armée romaine.
Il a été maître de conférences dans les universités de Poitiers et de Paris I Panthéon-Sorbonne, ainsi qu’à l’IUFM de Paris. Il enseigne depuis septembre 2010 à l'université de Rouen. Il est par ailleurs membre du GHRis.

## Publications

### Thèse
- Armée et bureaucratie dans l’Empire romain (de la Guerre Sociale aux Sévères), thèse dactylographiée, Université de Paris I, 1995, 472 p.

### Choix d'articles
- « Le livret militaire du soldat romain », dans Cahiers du centre Gustave Glotz, 4, 1993, pp. 67-80
- « Les légions romaines sur le forum : recherches sur la colonnette Mafféienne », dans Mélanges de l’École Française Rome-Antiquité, 106/1, 1994, pp. 167-196
- « Le châtiment des déserteurs dans l’armée romaine », dans Revue historique de droit français et étranger, 81/3, 2003, pp. 287-307

### Dans des ouvrages collectifs
- « Le cep de vigne du centurion, signe d'appartenance à une élite ? », dans Mireille Cébeillac-Gervasoni et Laurent Lamoine, Actes du Colloque : Les élites et leurs facettes. Les élites locales dans le monde hellénistique et romain, organisé par l'Université Clermont II-Blaise Pascal, l'U.M.R. 8585 et l'École française de Rome, Rome-Clermont-Ferrand, CEFR-309, 2003, 793 p.   (ISBN 978-2-845-16228-0), pp. 339-348
- « L'évolution de la bureaucratie militaire romaine tardive : optiones, actuarii et opinatores », dans Yann Le Bohec et Catherine Wolff, L'armée romaine de Dioclétien à Valentinien Ier, Actes du Congrès de Lyon (septembre 2002) », Lyon, Collection du Centre d'Études Romaines et Gallo-Romaines, Nouvelle série, n° 26, 2004,  (ISBN 2-904974-25-3) (BNF 39210721), p. 397-408.
- « Qui commandait l'armée romaine ? », dans Ségolène Demougin, Xavier Loriot et Pierre Cosme, Actes du Colloque international : H.-G. Pflaum : un historien du XXe siècle, organisé à Paris par l'École Pratique des Hautes Études en octobre 2004, Genève, Droz, 2006, 544 p.   (ISBN 978-260-001099-3), pp. 137-156
- « Les fournitures d'armes aux soldats romains », dans Lukas de Blois et Elio Lo Cascio, The Impact of the Roman Army (200 BC - AD 476). Economic, Social, Political, Religious and Cultural Aspects. Proceedings of the Sixth Workshop of the International network Impact of Empire (Capri, March 29-April 2, 2005) , Leyde-Boston, Brill, 2007, 612 p.   (ISBN 978-90-04-16044-6) (BNF 41121763), pp. 239-260

### Monographies
- L’État romain entre éclatement et continuité, l'Empire romain de la mort de Commode au concile de Nicée (192-325), Seli Arslan, coll. « Histoire, cultures et sociétés », Paris, 1998, 287 p.   (ISBN 978-2-842-76016-8)
- Auguste, Perrin (1re éd. 2005), coll. « Tempus », 2009, 345 p.   (ISBN 978-2-262-03020-9)
- L'Armée romaine, VIIIe siècle av. J.-C. - Ve siècle apr. J.-C., Armand Colin, coll. « Cursus », 2007, 288 p.   (ISBN 978-2-200-26408-6)
- Les Empereurs romains, PUF, coll. « Licence », 128 p.   (ISBN 978-2-130-56823-0)
- Rome et son empire, Hachette, coll. « Histoire Geogra », 2011  (ISBN 978-2-011-46151-3)
- L'Année des quatre empereurs, Éditions Fayard , 2011  (ISBN 978-2-213-65518-5)
- Auguste, maître du monde: Actium, 2 septembre 31 av. J-C, Tallandier, 2014  (ISBN 979-10-210-0332-3)
- Les plus grandes batailles de Rome. De la naissance à la chute de l'Empire romain, Paris, Armand Colin, 2021, 320 p. (ISBN 978-2-20062-250-3)